# Nemes Endre
Nemes Endre (eredetileg: Nágel Endre Imre) (Pécsvárad, 1909. november 10.  – Stockholm, 1985. szeptember 22.) svéd-magyar festő, képzőművész, grafikus, karikaturista. Bátyja Nágel Lajos könyvkiadó.

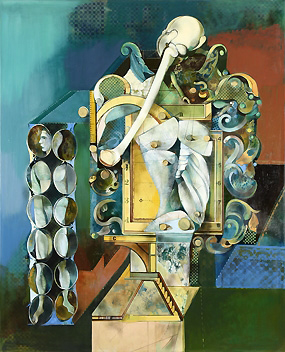
Nemes Endre, Találkozás a barokkal, 1968-79

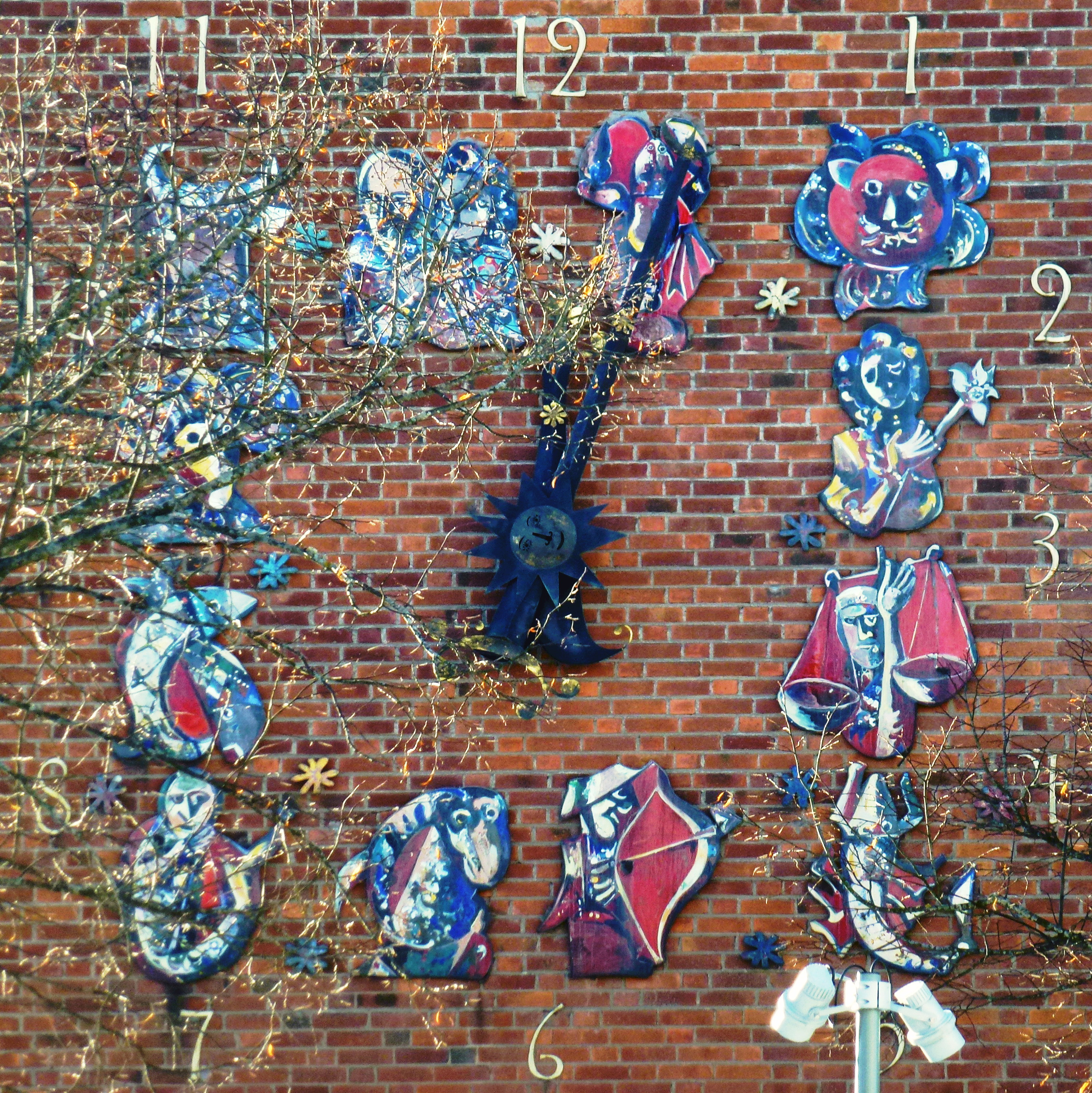
Zodiaken Västertorpban

## Életrajza
Szülei Nágel Ignác pénzügyi tanácsos és Kugel Teréz. A család előbb Lőcsére, majd Iglóra költözött, s Endre ott nőtt fel. Középiskolai tanulmányait Budapesten folytatta, 1927-ben érettségizett. Egy ideig Bécsben filozófiát tanult, majd 1930–1934 között Prágában a Szépművészeti Akadémián Willi Nowak tanítványa volt. 1932–1934 között a Kassai Újságnál mint műkritikus dolgozott. Első kiállítása 1936-ban barátjával, Jakub Bauer Freunddal (Jacob Bornfriend) közösen a prágai Dr. Feigl galériában volt.
Nemes, aki zsidó származású volt, 1938-ban Finnországba települt, és 1940-ig Helsinkiben tanárként dolgozott a Szabad Festészeti Iskolában. 1940 áprilisában kiutasították Norvégiába, majd az ottani német megszállás után Svédországba menekült. Első egyéni kiállítása 1941-ben, Stockholmban volt. 1943-tól a Minotaurgruppen (Minótaurosz-csoport) tagja volt C.O. Hultén, Max Walter Svanberg és Adja Yunkers festőművészekkel együtt. A svéd állampolgárságot 1948-ban kapta meg.
Nemes Endre volt a göteborgi Valand Művészeti Iskola igazgatója és megújítója 1947–1955 között. Középületek nagyméretű díszítésével tette magát ismertté, ahol úttörő volt a zománc használatával. Amikor Valand Művészeti Iskolához került, egy új korszak kezdődött az iskola történetében. Acke Oldenburg, Leif Eriksson és Valter Gibson három ismert tanítványa, három különböző stílussal, de mindegyik Nemes Endre szellemében. 1959-ben részt vett a Documenta II kiállításon Kasselben. 1984-ben a Göteborgi Egyetem díszdoktorává avatta.
Härryda község önkormányzatának nagy Nemes Endre-gyűjteménye van, amely kétszer egy évben látható a Nemes-teremben, a Mölnlyckei kulturális központ művészeti galériájában. 1984-ben nyitották meg Pécsett a Nemes Endre múzeumot.
Első felesége az orosz származású Hélène Exemplaroff (élt 1906–1960) volt, és a második 1963-tól Britt-Louise Sundell (szül. 1928).

## Főbb művei (válogatás)
- Zodiac óra, számok és állatöv, zománc, készült 1950-ben, az épület homlokzatán Störtloppsvägen 13, Västertorp, Stockholm
- Mennyezeti festmény (170 négyzetméter) stukkó lustro Hotel Lysekil, készült 1951-1952
- Márványintarzia, 820 x 840 cm, készült 1955-ben, polgári épület (Axel ház) Axel Dahlström tér Högsbo, Göteborg
- Homlokzatfríz, zománc, 150 x 1400 cm, 1955 Eriksdalsskolan Skövde
- Rovarok és vegetatív életformák, olajfestmény, vászon, 250 x 675 cm, 1956-ban, a Göteborgi Egyetem tulajdona 1985-től.
- Falfestmény, stukkó lustro, 140 x 750 cm, készült 1957-58, Härryda Általános Iskola
- Hat zománckép, készültek 1958-ban, Skogome Intézet
- Zománcfestmény az önkormányzat épületén Alafors, Starrkärrs, 590 x 290 cm, készült 1960-ban
- Zománcfríz a ház falán, 210 x 1400 cm, készült 1961-ben, Drottninggatan 44-60, Örebro
- Zománcfestmény, 250 x 500 cm, készült 1961-ben, Stockholms Sparbank (takarékpénztár), Hötorgscity, Stockholm
- Lap egy naplóból, stukkó lustro, 246 x 485 cm-es, készült 1966-ban, a Pszichiátriai Klinika Norrköping
- Norbotteni ablakok, gobelin, 200 x 700 cm, 300 x 275 cm, 330 x 275 cm, a városháza Luleåban, készült 1976-ban
- Lap egy képeskönyvből, gobelin, 290 x 1435 cm, készült 1977-ben, Östra Sjukhuset (kórház), Göteborg
- Elégia Stockholmnak, gobelin, 440 x 450 cm-es, készült 1982-ben, Művészeti Múzeum, Bochum, Németország
- Két üvegablak, 230 x 130 cm, készült 1984-ben, Nemes Endre Múzeum, Pécs

## Képek

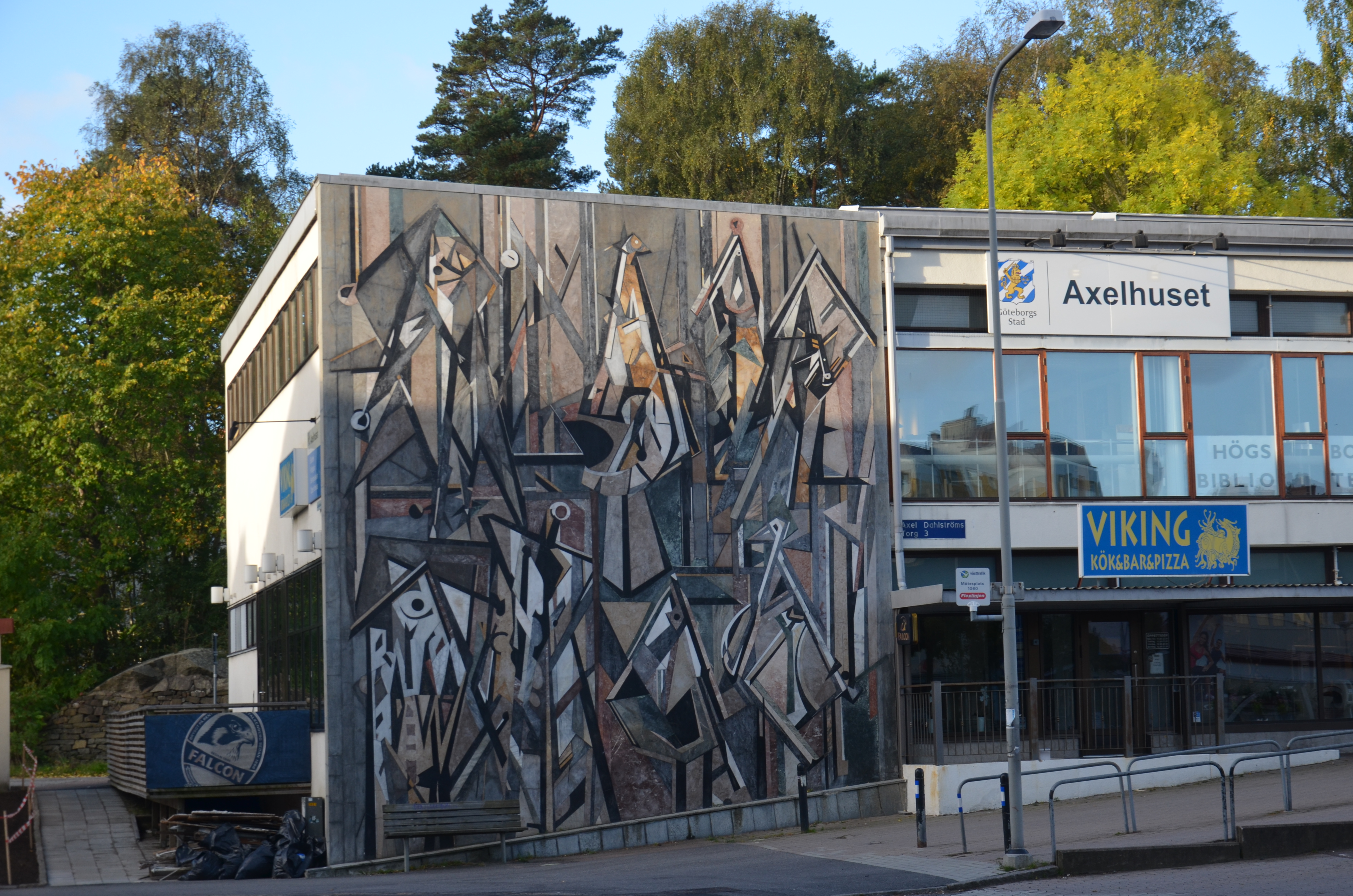
Márványintarzia, Göteborg
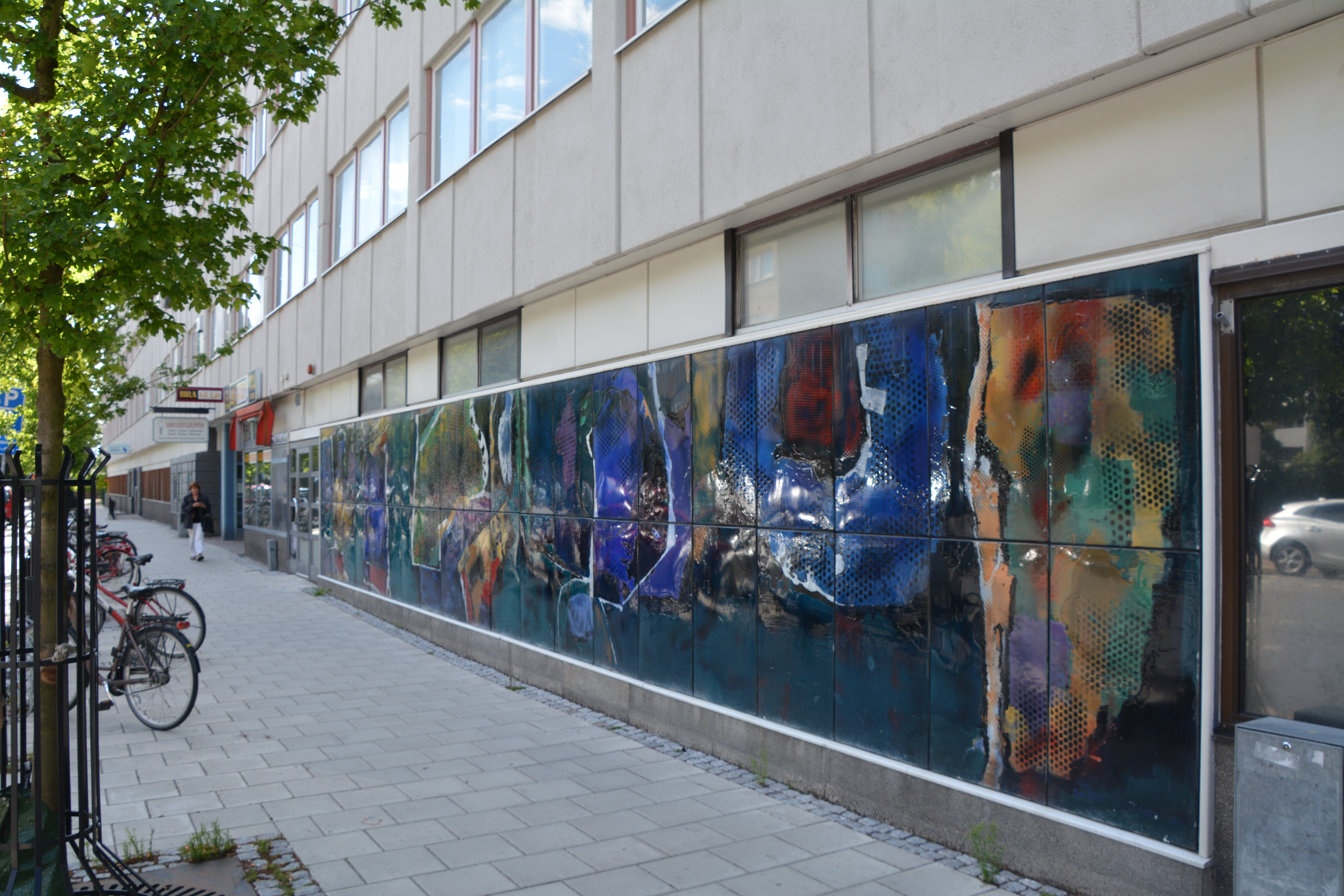
Zománcfestmény, Örebro
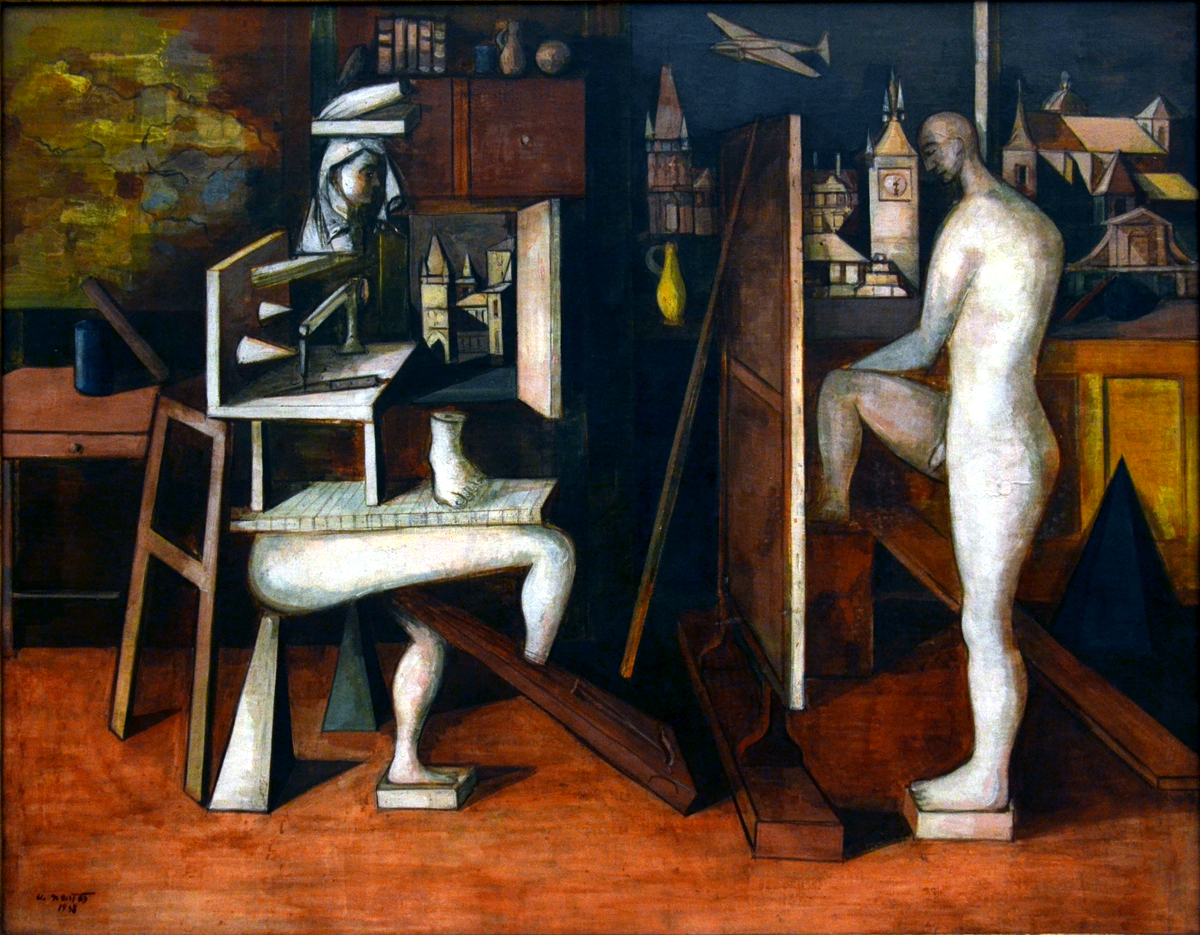
Festő a műteremben, 1938
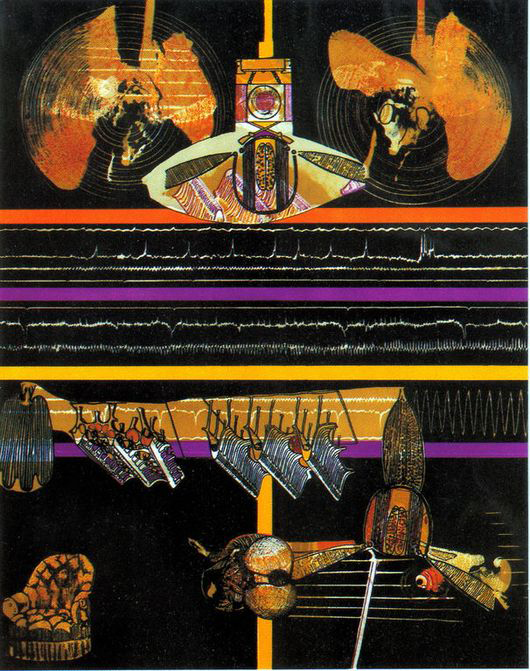
Kardiogram, 1971
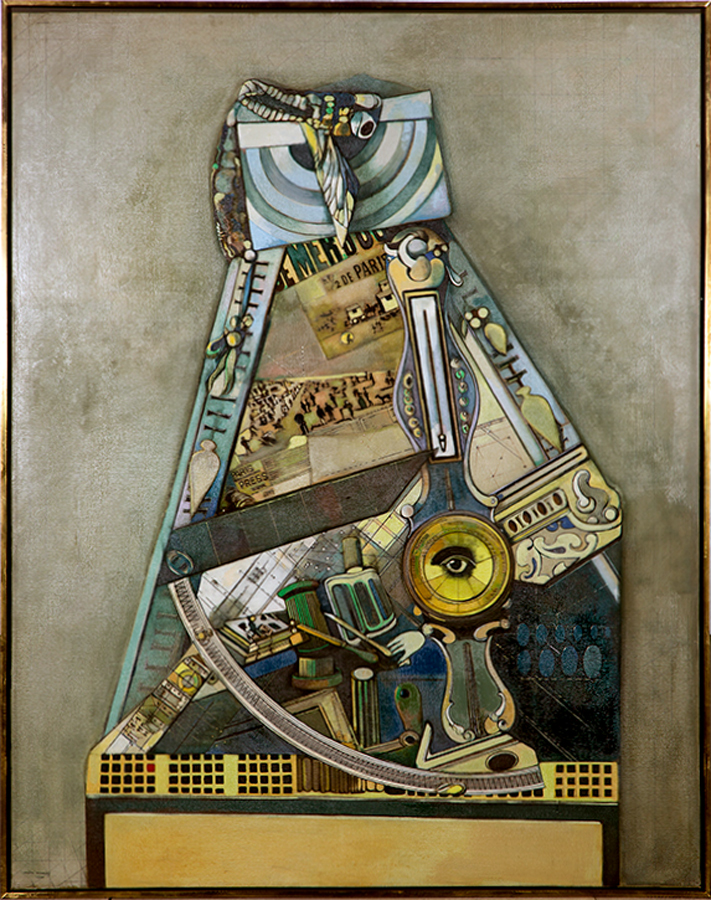
Képeslap Deauvilleből, 1970

## Nemes Endre néhány tanítványa a Valand akadémián
- Erland Brand
- Knut Yngve Dahlbäck
- Leif Ericson
- Valter Gibson
- Gert Z Nordström
- Acke Oldenburg
- Bengt Olson
- Hardy Strid
- Ulf Trotzig
- Denice Zetterquist
- Jörgen Zetterquist
- Olle Zetterquist

## Fordítás
- Ez a szócikk részben vagy egészben  az   Endre Nemes című svéd Wikipédia-szócikk ezen változatának fordításán alapul.  Az eredeti cikk szerkesztőit annak laptörténete sorolja fel. Ez a jelzés csupán a megfogalmazás eredetét és a szerzői jogokat jelzi, nem szolgál a cikkben szereplő információk forrásmegjelöléseként.